# Red Deer County
Das Red Deer County ist einer der 63 „municipal districts“ in Alberta, Kanada. Der Verwaltungsbezirk gehört zur Census Division 8 und ist Teil der Region Zentral-Alberta. Der Bezirk als solches wurde, durch die Zusammenlegung von anderen Verwaltungsbezirken bzw. von Teilen von anderen Verwaltungsbezirken, zum 1. Januar 1944 eingerichtet (incorporated als „Municipal District of Penhold No. 350“) und zuletzt im Jahr 1999 umbenannt. Er hat seinen Verwaltungssitz in Red Deer, obwohl die Stadt nicht durch den Bezirk verwaltet wird.
Der Verwaltungsbezirk ist für die kommunale Selbstverwaltung in den ländlichen Gebieten sowie den nicht rechtsfähigen Gemeinden, wie Dörfern und Weilern und Ähnlichem, zuständig. Für die Verwaltung der Kleinstädte in seinen Gebietsgrenzen ist er nicht zuständig.

## Lage
Der „Municipal District“ liegt im Zentrum der kanadischen Provinz Alberta, etwa auf halber Strecke zwischen Edmonton und Calgary. Er liegt in der Aspen Parkland Region, am nordöstlichen Rand des Palliser-Dreiecks. Der Bezirk wird vom Red Deer River sowie einigen seiner Nebenflüsse, wie dem Little Red Deer River oder dem Raven River, durchflossen. Der Red Deer River markiert dabei im Norden streckenweise und im Osten weitgehend die Bezirksgrenze. Im Norden wird die Bezirksgrenze ein weiteres Stück durch einen anderen Nebenfluss des Red Deer River, dem Blindman River, markiert. Der größte See im Süden des Bezirks ist der Gleniffer Lake, während der Bezirk im Norden an den Sylvan Lake grenzt. Mit dem Sylvan Lake Provincial Park und dem Red Lodge Provincial Park befinden sich zwei der Provincial Parks in Alberta im Bezirk.
Die Hauptverkehrsachsen des Bezirks sind die in Nord-Süd-Richtung verlaufenden Alberta Highway 2 und Alberta Highway 21 sowie die in Ost-West-Richtung verlaufenden Alberta Highway 11 und Alberta Highway 42. Durch die Lage am Highway 2 verläuft auch der CANAMEX Corridor, eine Handelsroute die im Rahmen des Nordamerikanischen Freihandelsabkommens definiert wurde, durch den Bezirk. Außerdem durchqueren die Eisenbahnstrecken verschiedener Gesellschaften den Bezirk.
|                      | Lacombe County                              |                          |
| Clearwater County    | Kompassrose, die auf Nachbargemeinden zeigt | County of Stettler No. 6 |
| Mountain View County |                                             | Kneehill County          |

## Bevölkerung
| Jahr | Erhebung          | Einwohner | Änderung | Fläche (km²) | Bev.-dichte (EW/km²) |
| ---- | ----------------- | --------- | -------- | ------------ | -------------------- |
| 2016 | Volkszählung 2016 | 19.541    | + 6,7 %  | 3.961,85     | 4,9                  |
| 2011 | Volkszählung 2011 | 18.351    | − 1,6 %  | 3.949,00     | 4,6                  |

## Gemeinden und Ortschaften
Folgende Gemeinden liegen innerhalb der Grenzen des Verwaltungsbezirks:
- Stadt (City): Red Deer
- Kleinstadt (Town): Bowden, Innisfail, Penhold, Sylvan Lake
- Dorf (Village): Delburne, Elnora
- Weiler (Hamlet): Ardley, Benalto, Dickson, Gasoline Alley, Linn Valley, Lousana, Markerville, Springbrook, Spruce View

Außerdem bestehen noch weitere, noch kleinere Ansiedlungen und Einzelgehöfte. Weiterhin liegen im Bezirk auch zwei Sommerdörfer („Summer Village of Jarvis Bay“ und „Summer Village of Norglenwold“).